# Saint-Jean-d'Angle
Saint-Jean-d'Angle è un comune francese di 576 abitanti situato nel dipartimento della Charente Marittima nella regione della Nuova Aquitania.

## Società

### Evoluzione demografica
Abitanti censiti